# Сопрано
Сопрано (итал. soprano от sopra «над, сверх») — высокий женский певческий голос. Переходные ноты: ми2/фа2/фа-диез2.
Голоса сопрано почти всегда отличаются гибкостью и блеском (Г. Панофка).
Также термин «сопранист» употребляется в отношении мужского вокала — контратенора, в наиболее высокой его тесситуре.

## Разновидности
В русской музыкальной традиции принята следующая классификация разновидностей голоса сопрано.
Данный способ классификации применим во всех видах вокального искусства — в опере, в камерной музыке, в хоровом пении.
Однако в оперном искусстве часто используется другая, более развёрнутая, классификация (от нижнего регистра — вверх).
| Классификация                | Диапазон                                       | Характеристика |
| ---------------------------- | ---------------------------------------------- | --- |
| Драматическое сопрано        | ля малой октавы — до III октавы                | Мощный, тяжелый голос, плотно звучащий на протяжении всего диапазона. Богатый средний регистр (фа1—ре2). Верхние ноты более употребимы на forte, piano поддаётся трудно. |
| Лирико-драматическое сопрано | ля малой октавы — до III октавы                | Промежуточный вид голоса между лирическим и драматическим. В зависимости от преобладания того или иного характера выделяются соответствующие признаки. |
| Лирическое сопрано           | до I октавы — до III октавы                    | Голос мягкого, задушевного тембра, несколько напоминающий звучание гобоя. Лучше всего звучат ноты второй октавы. Верхние тоны легко поддаются изменению силы звука. Рабочая середина — от фа первой до соль второй октавы. Для них в операх написаны партии героинь, обладающих внутренней силой, выдержанных в проявлении своих эмоций. Может петь легато, портаменто и имеет достаточную подвижность, однако уступают колоратурным сопрано. Обычно имеет более нежную и насыщенную окраску, некоторые чаще имеют более кокетливую и «чирикающую» манеру пения. Наиболее часто встречающийся голос, хотя требуют чистоты и лиризм в тембре. |
| Лирико-колоратурное сопрано  | до I октавы — ми (фа) III октавы               | У этого вида голоса силой и красотой выделяются ноты головного звучания. Отличается природной беглостью, легкостью, подвижностью, но уступает в этом колоратурному сопрано, при этом имея более звучную «середину», что позволяет певицам исполнять репертуар как лирического, так и лирико-колоратурного сопрано. |
| Колоратурное сопрано         | до I октавы — фа (соль-диез) III октавы и выше | Очень высокий женский голос, способный петь всевозможные скачки, арпеджио, гаммообразные пассажи, с употреблением трелей, форшлагов и прочих украшений. По характеру звучания верхние ноты колоратурного сопрано напоминают флейту или скрипку. Средние и нижние ноты звучат значительно слабее (в сравнении с верхними). |

В западной традиции существует более «дробная» классификация. В частности, колоратурное сопрано подразделяют на два подтипа — драматическое и лирическое. Так, партию Царицы ночи в опере Моцарта «Волшебная флейта» чаще отдают исполнительнице с драматической насыщенностью в голосе, тогда как Цербинетту в «Ариадне на Наксосе» Рихарда Штрауса традиционно исполняют лёгкие, лирические «колоратуры». В российской традиции подобная дробность отсутствует.

## Классические оперные партии сопрано
- Беллини: Амина («Сомнамбула»), Имоджене («Пират»), Норма («Норма»)
- Бизе: Микаэла («Кармен»)
- Бородин: Ярославна («Князь Игорь»)
- Вагнер: Изольда («Тристан и Изольда»), Зиглинда и Брунгильда («Валькирия»), Эльза («Лоэнгрин»)
- Верди: Джильда («Риголетто»), Виолетта («Травиата»), Аида («Аида»), Дездемона («Отелло»), Леонора («Трубадур»), леди Макбет («Макбет»), Абигайль («Набукко»)
- Гендель: Клеопатра («Юлий Цезарь в Египте»)
- Глинка: Антонида («Жизнь за царя», она же «Иван Сусанин»), Людмила («Руслан и Людмила»)
- Гуно: Маргарита («Фауст»), Джульетта («Ромео и Джульетта»)
- Даргомыжский: Наташа («Русалка»)
- Дворжак: Русалка («Русалка»)
- Доницетти: Анна Болейн («Анна Болейн»), Лючия («Лючия ди Ламмермур»), Мария Стюарт («Мария Стюарт»)
- Моцарт: Сюзанна («Свадьба Фигаро»), Церлина («Дон Жуан»), Памина, Царица ночи («Волшебная флейта для колоратурного сопрано»), Деспина («Так поступают все женщины»)
- Прокофьев: Наташа Ростова («Война и мир»)
- Пуччини: Манон («Манон Леско»), Мими («Богема»), То́ска («То́ска»), Чио-чио-сан («Мадам Баттерфлай»), Минни («Девушка с Запада»), Турандот, Лиу («Турандот»), Лауретта («Джанни Скикки»),
- Римский-Корсаков: Снегурочка («Снегурочка»), Волхова («Садко»), Царевна-Лебедь («Сказка о царе Салтане»), Феврония, Ольга («Псковитянка»), («Сказание о невидимом граде Китеже»), Шемаханская царица («Золотой петушок»), Марфа («Царская невеста»)
- Рубинштейн: Тамара («Демон»)
- Чайковский: Татьяна («Евгений Онегин»), Лиза («Пиковая дама»), Иоланта («Иоланта»)
- Чилеа: Адриенна Лекуврёр («Адриенна Лекуврёр»)
- Штраус: Саломея («Саломея»), Электра («Электра»).

## Партии сопрано вопереттахимюзиклах
- Штраус, Иоганн: Розалинда, Адель («Летучая мышь»)
- Кальман, Имре: Сильва («Королева чардаша»)